# ダッジ・A100
A100は、アメリカの自動車メーカークライスラーがダッジブランドで生産していたコンパクトバンである。
当記事では派生型のピックアップトラックであるLシリーズについても述べる。

## A100
1960年代初頭、北米のバン市場は活性化の兆しを見せていた。
それまでは北米市場において、バンといえばボンネットスタイルが定番であったが、ドイツからフォルクスワーゲン・タイプ2が輸入されると若年層を中心に大ヒットし、にわかにキャブオーバー･スタイルが注目を集めていた。
その流れに追従し、フォード・モーターはファルコン・エコノラインを、ゼネラルモーターズはシボレー・コルベアベースの「グリーンブライア・スポーツワゴン（コル・バン）」をリリースして好評を博しており、もはやキャブオーバースタイルは流行のものとなっていた。
上記に遅れること1964年、クライスラーは「A100」を開発、「ダッジ」ブランドで販売を開始した。基本的なボディスタイルは3種類で、フロント以外の窓を埋めた商業用モデルのパネルバン、乗用モデルのワゴン、パッセンジャー用のピックアップである。
エンジンレイアウトはファルコン・エコノラインを参考に、居住性を向上させるため運転席の真下に配置した構成となっている。このレイアウトは運転者がエンジンよりも前で操作することから「フォワード・コントロール・ビークル」と呼ばれた。
コンパクトながら幅広い室内を持ち、またモノコックボディにより高剛性を確保しており、商用車としてのほか快適性向上のためキャンパー仕様に改造されることもままあり、これらのオーナーに対して好評を博していた。
発売開始当初は直列6気筒のみのエンジンラインナップであったが、1965年にV型8気筒がラインナップに加わった。コンパクトなボディに強力なモーターが設定されたA100は、単なるバンとしてだけではなくそのキャラクターが受けてマッスルカー市場などでも注目されるようになり、カスタムカーやドラッグカーのベース車両として一躍大人気となった。
しかし1960年代末になるとキャブオーバースタイルによることで室内空間の確保に限界が生じ、時流は再びボンネット・バンへと転化していくこととなる。
ライバルのファルコンがエコノラインへとモデルチェンジしたのに続いて、A100も例に漏れず1970年に販売を終了し、以降はセミ・キャブオーバーである「Bシリーズ」へと代替された。
なお、A100はアメリカ本土ではダッジブランドで販売されたが、カナダでは「ファーゴ」ブランドにて販売されていた。

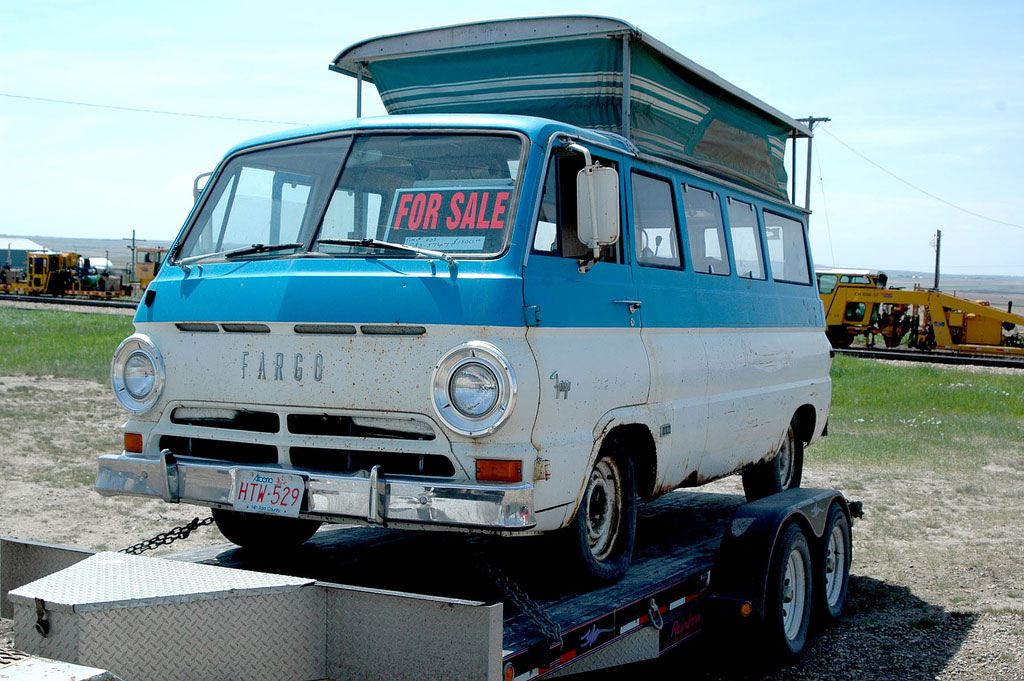
ファーゴ・バン

## L600/L700
A100販売開始後の1966年、ダッジはA100のキャブヘッドを流用したミディアム/ヘビーデューティー開発、販売を開始した。
ガソリン仕様のL600、ディーゼル仕様のL700の2種類を基本とし、コンパクトなキャビンを生かした、ショートホイールベースのトレーラーヘッドも生産された。これらのモデルはファーゴ名義でもラインナップされていた。
これらは1970年まで販売されていた。